# Otto Heinrich Strohmeyer
Otto Heinrich Strohmeyer, auch Ottheinrich Strohmeyer, (* 6. Januar 1895 in Lahr/Schwarzwald; † 7. Januar 1967 in Freiburg im Breisgau) war ein deutscher Architekt, Bildhauer, Grafiker, Maler, Musiker und Autor.

## Leben und Wirken
Strohmeyer war ein Sohn des Rechtsanwalts Heinrich Strohmeyer und dessen Ehefrau Cornelia Strohmeyer geborene Platenius, einer Malerin. Er wuchs in Südbaden auf, lernte in jungen Jahren Orgel und Cello und machte 1913 Abitur am humanistischen Gymnasium Lahr. Um den väterlichen Berufsvorstellungen zu entgehen und Maler und Grafiker werden zu können, flüchtete er im selben Jahr nach Paris und lernte in verschiedenen Montmartre-Ateliers vor allem Zeichnen. Ab 1915 studierte Strohmeyer nach einer finanziellen Einigung mit dem Vater an der Technischen Hochschule München Architektur und Städtebau; er war ein Meisterschüler von Theodor Fischer und schloss sein Studium 1917 mit dem akademischen Grad Dipl.-Ing. ab. Anschließend wurde er Baupraktikant am staatlich bayerischen Landbauamt München und 1921 als Regierungsbaumeister (Assessor in der öffentlichen Bauverwaltung) Assistent für Statik an der Technischen Hochschule München.
In diesen Jahren unterhielt er gleichzeitig ein Atelier in München-Schwabing, wo er malte, zeichnete und musizierte, u. a. mit Paul Klee. Komposition erlernte er bei Heinrich Kaminski und komponierte Tanzmusik (Orgel) für die mit ihm seit 1923 (in erster von drei Ehen) verheiratete Tänzerin Elisabeth Wippermann (Künstlername Ewe Warren). Bekannt ist sein grafisches Frühwerk vor allem durch seine bildkünstlerische Mitwirkung an der expressionistischen Wochenschrift Die Aktion von 1915 bis 1918 und diverse Gruppen- und Einzelausstellungen. Insbesondere in den Jahren von 1916 bis 1920 fertigte Strohmeyer auch Scherenschnitt-Porträts an, darunter von Karl Marx und von Hermann Dietrich.
Für eine Porträtbüste des Hamburger Bürgermeisters Carl Wilhelm Petersen als Auftragsarbeit übersiedelte Strohmeyer 1925 von München nach Hamburg. Hier arbeitete er zunächst als Statiker für Fritz Höger bei mehreren Projekten (Lyzeum Kurschmannstraße, Zigarettenfabrik Haus Neuerburg und Anzeiger-Hochhaus). 1926 ließ er sich als freier Architekt in Hamburg nieder. Strohmeyer baute zahlreiche Geschosswohnungsbauten, Wohnheims und Einfamilienhäuser, letztere auch in Kampen auf Sylt. Ab 1939 war er für das Marinebauamt Cuxhaven tätig (Luftschutzbauten), 1944 wurde er Abteilungsleiter für Luftschutz und Tarnung bei der Marine-Oberbaudirektion Wilhelmshaven. 1945 baute er eine Reithalle und ein Kino für die britische Militärregierung in Wilhelmshaven. 1946 wurde er nach Hamburg berufen, um zusammen mit Friedrich Richard Ostermeyer am General-Bebauungsplan zu arbeiten. 1950 schuf er mit Gustav Oelsner den Aufbauplan. Strohmeyer wurde Baurat, Oberbaurat und Leiter der Entwicklungsabteilung des Landesplanungsamts, 1952 Leiter der Bauseminare und Mitglied der Deutschen Akademie für Städtebau und Landesplanung. Strohmeyer verfasste zahlreiche fachwissenschaftliche Schriften und Vorträge, war Mitglied der Freien Akademie der Künste in Hamburg und Dozent am Baukreis. Er lebte zuletzt in Freiburg im Breisgau.

## Werk

### Buchgrafik
- Clara-Bauroff-Mappe. Hubert Köhler, 1919.
- Valerie-Kratina-Mappe. Hubert Köhler, 1919.
- Edith-von-Schrenck-Mappe. Hubert Köhler, 1919.

### Freie Grafik
- 1926 Entwürfe für die „Hamburger Abstraktionen“, Linolschnitte (Hochbahn, Chilehaus, Kran) (posthume Edition zum 75. Geburtstag 1970, Hamburg, Galerie am Klosterstern)
- 1926: im Auftrag von Aby Warburg Linolschnitt „Idea Vincit“ als Entwurf einer Briefmarke (Aristide Briand / Austen Chamberlain / Gustav Stresemann)[1]

### Plastik
- 1925/1926: Büste des Hamburger Bürgermeisters Carl Petersen

### Bauten und Entwürfe
- 1927: Senator-Beyling-Stift in Hamburg
- 1929–1931: Senator-Erich-Soltow-Stift in Hamburg, Krochmannstraße
Die Bauten des Senator-Erich-Soltow-Stifts sind „klar konturierte Zeugnisse der Hamburger Moderne“.[2]
- 1930: Hamburger Heim am Efeuweg
- 1933: Pension „Sennhuk“ in Kampen
- Sonnenuhr am Alten Rathaus Lahr[3]

### Schriften
- Besonnung, Belichtung. Bau-Messblätter für alle Breiten der gemäßigten Zonen. Hammonia, Hamburg 1955.

## Ausstellungen
- 7. Juni – 8. Juli 1916: Hans Richter, Ottheinrich Strohmeyer, Lascar Vorel. Neue Kunst Hans Goltz, München, mit Katalog.
- Januar 1918: Kunstkabinett Schmidt-Bertsch, München.
- 1.–25. Februar 1918: Sonderausstellung der Aktion, Berlin, Kaiserallee 222: Ottheinrich Strohmeyer, Gemälde / Graphik. (Mit Holzschnitt-Selbstporträt illustriertes Werbeplakat auf der Rückseite von H. 3/4, 8. Jg. vom 26. Januar 1918).
- April 1918: Graphik des „Neuen Kreises“, Galerie Richter, Dresden.
- September 1918: Galerie Hormann-Grunert, Bremen.
- ab 6. Januar 1960: O. H. Strohmeyer, Hochschule für Bildende Künste, Hamburg.